# Nikolai Nikolajewitsch Afanassjew
Nikolai Nikolajewitsch Afanassjew (russisch Николай Николаевич Афанасьев, Transliteration Nikolaiy Nikolajevič Afanasjev; * 16. September 1893 in Odessa; † 4. Dezember 1966 in Paris) war ein russisch-orthodoxer Theologe, Protopresbyter und Professor für Kirchenrecht und Kirchengeschichte.

## Leben
Afanassjew begann 1912 mit dem Studium an der Nationalen I.-I.-Metschnikow-Universität Odessa, welches aber durch Ausbruch des Ersten Weltkriegs unterbrochen wurde. Im Russischen Bürgerkrieg war er Soldat in der Weißen Armee unter Wrangel. Nach Kriegsende erhielt er ein Stipendium König Alexanders von Jugoslawien. Dies ermöglichte ihm ein Theologiestudium an der Universität Belgrad. Er promovierte über „Die staatliche Macht auf den ökumenischen Synoden“ und wurde daraufhin 1930 an das Institut de Théologie Orthodoxe Saint-Serge in Paris berufen. Er schloss sich dort der Jurisdiktion Jewlogis an. 1939 wurde er zum Priester geweiht. Er war Beobachter beim Zweiten Vatikanischen Konzil.

## Lehre
Afanassjew ist besonders durch seine „eucharistische Ekklesiologie“ bekannt geworden, die er als genuin orthodoxe Lehre von der Kirche einer „universellen“ Ekklesiologie entgegensetzte, wie sie Cyprian von Karthago vertreten habe und wie sie vom römischen Katholizismus perfektioniert worden sei. Christus sei ungeteilt in jeder Eucharistiefeier einer Ortskirche zugegen, und die Ortskirche sei deshalb Kirche im Vollsinn des Wortes. Karl Pinggéra vermutet: „Die Konzentration auf die Eucharistie feiernde Ortsgemeinde war Afanas’evs Versuch, kirchliches Leben im Exil theologisch verantwortlich denken zu können. Die Gläubigen sollten … der bangen Frage enthoben sein, in welcher der rivalisierenden Hierarchien nun die ‚wahre‘ Kirche zu finden sei.“